# PGC 36585
LEDA/PGC 36585 ist eine Galaxie vom Hubble-Typ Sm/Im im Sternbild Großer Bär am Nordsternhimmel. Sie ist schätzungsweise 61 Millionen Lichtjahre von der Milchstraße entfernt. Sie bildet gemeinsam mit NGC 3838 ein gravitativ gebundenes Galaxienpaar.